# Cărbune activ

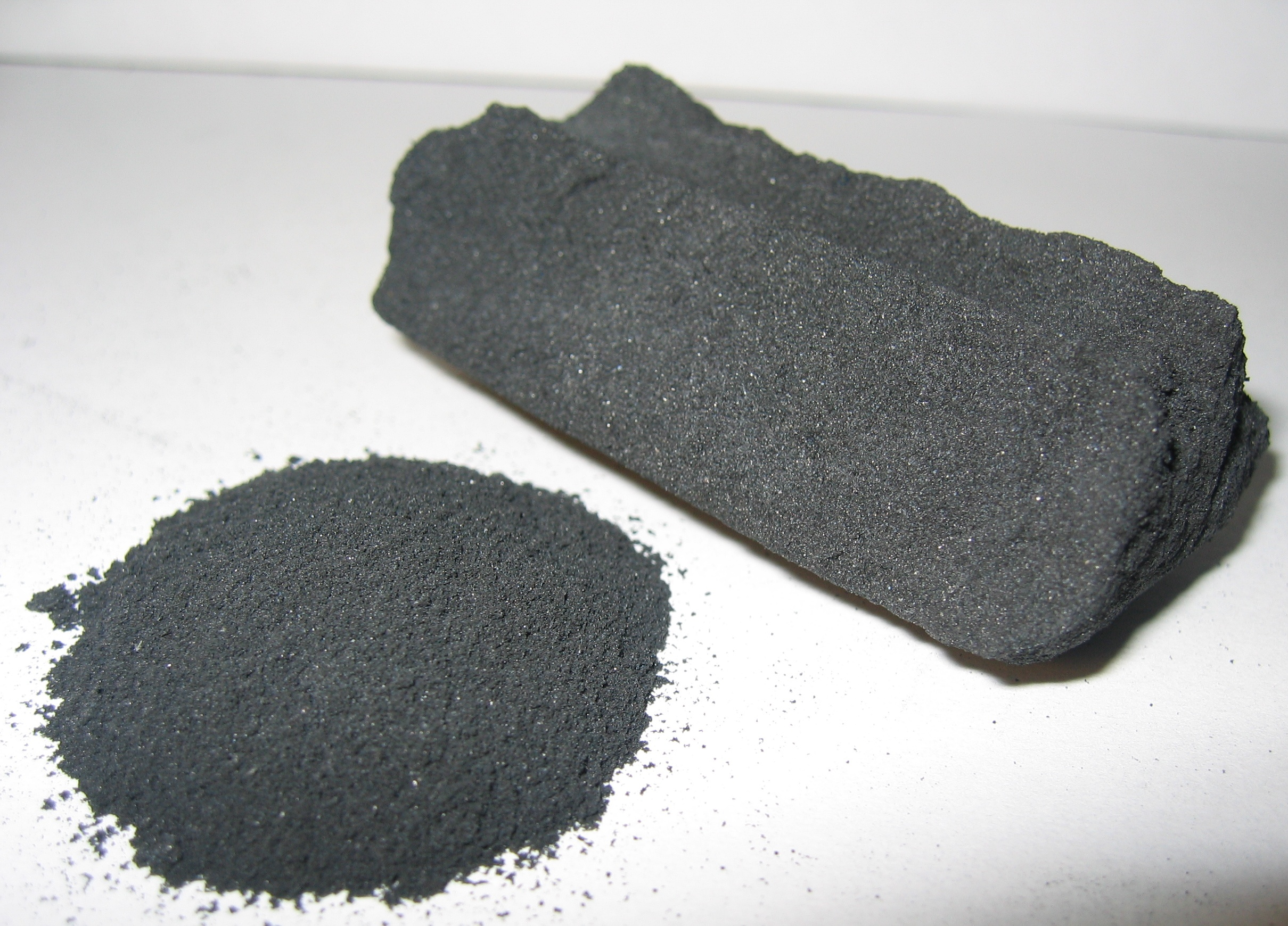
Cărbune activ

Cărbunele activ, de asemenea numit și cărbune activat sau cărbune medicinal, este o varietate de cărbune procesat astfel încât să aibă pori mici, cu volum mic, care au rolul de a crește suprafața de adsorbție a produșilor toxici din reacțiile chimice.

## Utilizări

### Medicale
Cărbunele activ este utilizat în tratamentul intoxicațiilor și supradozelor cauzate prin ingerare. Sub formă de tablete sau capsule, acesta este folosit ca și medicament over-the-counter pentru tratarea diareei, indigestiei și flatulenței, având un efect de detoxificare. Totuși, nu este eficient în unele intoxicații, precum cele cu: acizi tari sau alcalii, cianuri, fier, litiu, arsen, metanol, etanol sau etilenglicol.